# Стрибок ущільнення
Стрибок ущільнення (рос. скачок уплотнения; англ. shock (wave); нім. Verdichtungssprung f) – явище виникнення поверхні розриву під час гальмування надзвукового газового потоку, при переході через яку відбувається розривна (стрибкоподібна) зміна параметрів газового потоку (густини газу).
У надзвукових літальних апаратах (наприклад, Rockwell X-30) система стрибків ущільнення, створюваних фюзеляжем, забезпечує більшу частину підйомної сили.